# بدجنس (ترانه جنت جکسون)
«بدجنس» (به انگلیسی: Nasty) تک‌آهنگی از هنرمند اهل ایالات متحده آمریکا جنت جکسون است که در ۱۵ آوریل ۱۹۸۶ منتشر شد. این تک‌آهنگ در آلبوم کنترل قرار داشت.

## چارت‌ها

### چارت‌ها هفتگی
| چارت (۱۹۸۶–۸۷)                    | اوج موقعیت |
| --------------------------------- | ---------- |
| او۳ تاپ ۴۰ اتریش                  | ۲۱         |
| چارت تک‌آهنگ‌های کانادا             | ۸          |
| ۴۰ برتر هلند                      | ۵          |
| سندیکای ملی انتشارات صوتی‌تصویری   | ۹۹         |
| جدول کنترل رسانه                  | ۹          |
| فدراسیون صنعت موسیقی ایتالیا      | ۱۴         |
| چارت تک‌آهنگ‌های ایرلند             | ۲۰         |
| انجمن صنعت ضبط نیوزیلند           | ۸          |
| جدول موسیقی سوئیس                 | ۸          |
| جدول تک‌آهنگ‌های بریتانیا           | ۱۹         |
| ۱۰۰ آهنگ داغ بیلبورد ایالات متحده | ۳          |

### چارت پایان سال
| چارت (۱۹۸۶)                       | موقعیت |
| --------------------------------- | ------ |
| ۱۰۰ آهنگ داغ بیلبورد ایالات متحده | ۵۸     |